# Centrifuge
Een centrifuge is een separator, een apparaat voor het scheiden van mengsels. Een centrifuge onderwerpt zijn inhoud aan een middelpuntvliedende kracht (centrifugale kracht); dit is een schijnkracht die bij veel centrifuges sterker is dan de natuurlijke zwaartekracht. 
Centrifuges voor wasgoed en sap persen de inhoud tegen een geperforeerde zijwand. De vloeistof in het mengsel verlaat de centrifuge door de gaten in de wand en de vaste bestanddelen worden door de zeef vastgehouden.
Een centrifuge voor wasgoed wordt in Vlaanderen een droogzwierder genoemd.

## Werking
Een centrifuge, gebruikt voor scheiding van suspensies, bestaat uit een motor die een as laat ronddraaien. Aan de as kunnen containers met suspensies gehangen worden. Door de draaiende beweging ontstaat een (buitenwaarts gerichte) centrifugale kracht.
De versnelling die de inhoud van de centrifuge ondervindt onder invloed van de centrifugale kracht is afhankelijk van het toerental en de afstand tot de as volgens de formule:
{\displaystyle a=\omega ^{2}r{\frac {}{}}}
{\displaystyle \omega =2\pi f={\frac {2\pi }{T}}\,}.
Hierin is {\displaystyle a} de versnelling, r is de afstand tot de as, {\displaystyle \omega } is de hoeksnelheid in radialen/seconde, {\displaystyle f} is het aantal omwentelingen per seconde, T is de omwentelingstijd.
De versnelling is dus afhankelijk van het kwadraat van het toerental en lineair afhankelijk van de grootte van de centrifuge. De versnelling is dicht bij de as van een draaiende centrifuge kleiner dan verder ervandaan.
Relatief zwaardere deeltjes – zoals macromoleculen, colloïdale deeltjes en zware isotopen) – zullen door de centrifugaalkracht naar de buitenkant van de centrifuge gedwongen worden. Wanneer deze kracht sterker is dan de lokale zwaartekracht zullen deze zwaardere deeltjes sneller sedimenteren en wordt bij scheiding van isotopen in een gasmengsel en van macromoleculen in oplossing minder hinder ondervonden van diffusie.

## Toepassingen

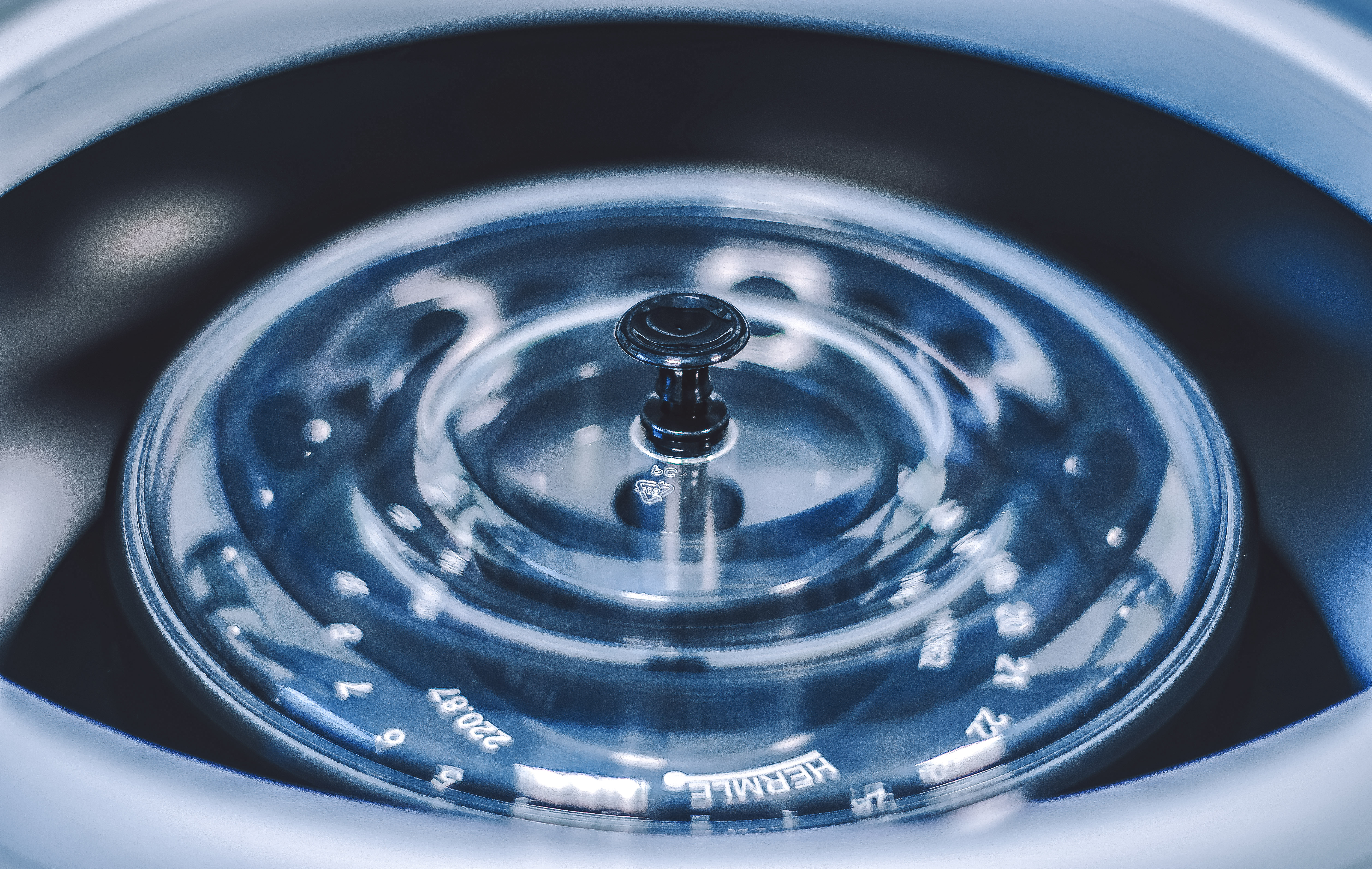
Een kleine laboratoriumcentrifuge waarmee eiwitten en andere biologische stoffen in epjes kunnen worden gescheiden.

Er zijn verschillende soorten centrifuges in gebruik, voor verschillende doeleinden. 
In de chemie, biologie en biochemie dient een centrifuge om suspensies te scheiden. Als de bestanddelen een verschillend dichtheid hebben, zullen ze zich onder invloed van een sterke middelpuntvliedende kracht scheiden. Op deze wijze is het mogelijk bloedplasma van bloedcellen en bloedplaatjes te scheiden, of neergeslagen eiwitten in een oplossing snel te laten bezinken. Vaak worden ook waterige oplossingen geschud met koolwaterstoffen die in water onoplosbaar zijn om de vetoplosbare bestanddelen uit de waterfase te halen. Daarna kan de koolwaterstofoplossing weer afgecentrifugeerd worden.
In de zuivelindustrie en voedingsmiddelenindustrie worden centrifuges ook op grote schaal toegepast om mengsels te scheiden, bijvoorbeeld voor het ontvetten van melk. Ook bij het raffineren van plantaardige olie en tafelsuiker worden centrifuges gebruikt. 
Ultracentrifuges, zeer snel roterende centrifuges, worden gebruikt om macromoleculen te laten sedimenteren. Uit de sedimentatiesnelheden kunnen de moleculaire gewichten geschat worden. Dergelijke ultracentrifuges zijn in 1925 uitgevonden door Theodor Svedberg, die daar in 1926 de Nobelprijs voor kreeg. Ultracentrifuges worden ook gebruikt om isotopen van stoffen te scheiden. Een dergelijke centrifuge kan gebruikt worden om uranium te verrijken voor gebruik als nucleaire brandstof, of nog verder te verrijken tot splijtstof voor kernwapens. Deze verrijkingstechniek wordt onder meer toegepast voor de productie van atoombommen Pakistan. De technologie werd gestolen door Abdul Qadir Khan van het in Nederland gevestigde bedrijf Urenco.
Zeer grote centrifuges worden gebruikt door straaljagerpiloten en astronauten om te oefenen met G-krachten. Een dergelijke centrifuge treft men ook weleens op de kermis aan. Het betreft dan een draaiende ton waarin mensen tegen de wand "geplakt" blijven.